# KZ Slana

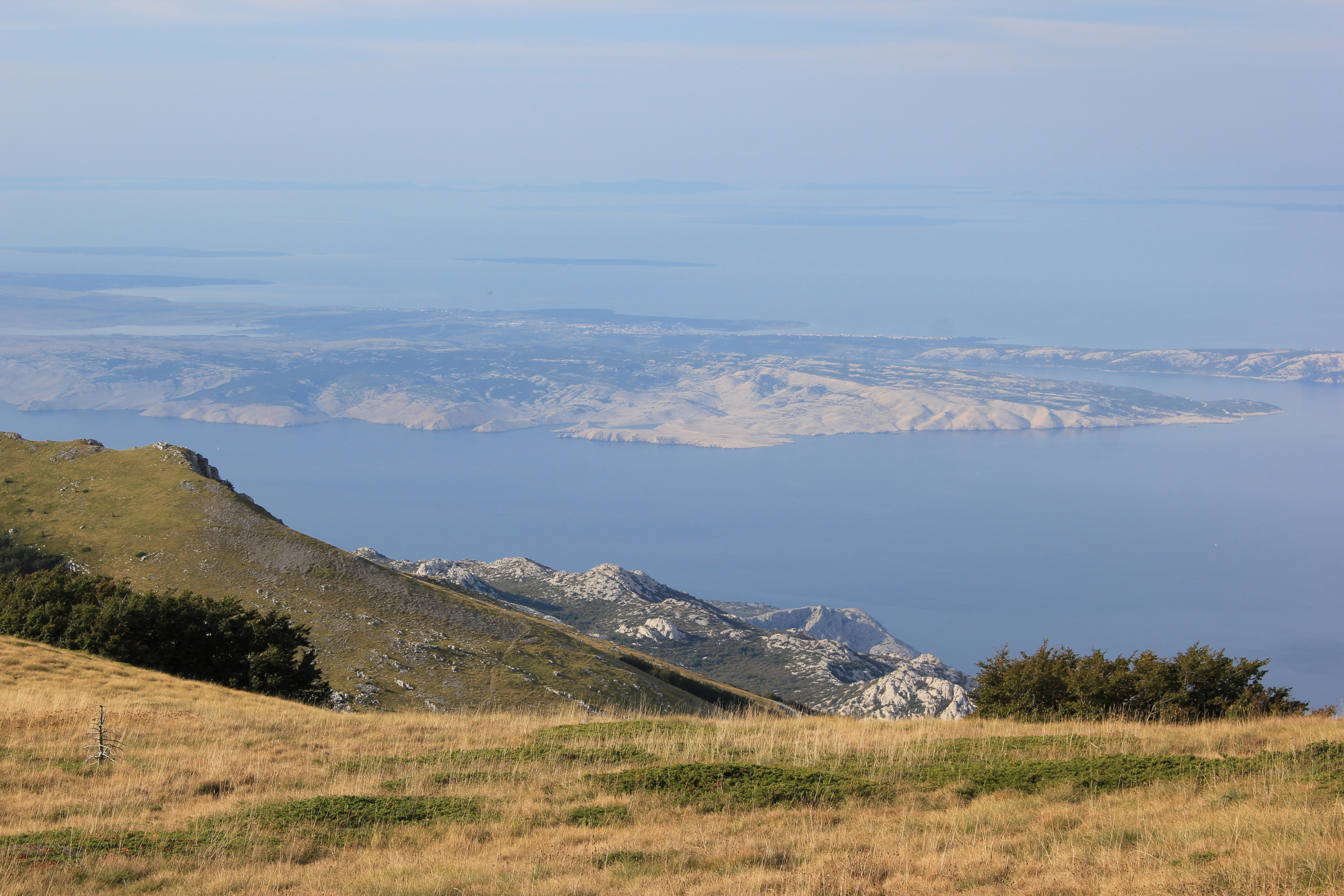
Blick vom Velebit-Massiv auf die Insel Pag, auf der sich zwei KZs befanden.

 Das Konzentrationslager Slana (serbokroatisch Koncentracioni logor Slana, Концентрациони логор Слана), benannt nach der Bucht Slana auf der Adriainsel Pag nahe der gleichnamigen Stadt Pag, war während des Zweiten Weltkriegs ein Konzentrations- und Vernichtungslager im damaligen Unabhängigen Staat Kroatien (NDH), einem Vasallenstaat der faschistischen Achsenmächte.
Es war von Juli bis August 1941 in Betrieb und gehörte zu den berüchtigtsten Lagern im damaligen besetzten Südosteuropa. Die Häftlinge waren hauptsächlich Serben, Juden und Roma, aber auch regimekritische Kroaten. Mit dem KZ Metajna war es eines der insgesamt zwei Konzentrationslager der Insel.

## Geschichte
Am 25. Juni 1941 wurde auf Anweisung von Mijo Babić, dem Beauftragten der Abteilung III des Ustaša-Kontrolldienstes (UNS), die für die Errichtung, Kontrolle und Organisation der Konzentrationslager im NDH-Staat verantwortlich war, das erste  Konzentrations- und Vernichtungslager der Insel Pag errichtet, genauer in der Bucht Slana, ein für Männer gedachtes Lager. Die ersten Gefangenen kamen aus Gospić. Dort kam es zu Misshandlungen, Folter und Tötungen. Die Opfer wurden dabei oft auf bestialische Weise umgebracht und danach in Gruben, Schluchten, ausgehobenen Massengräbern oder in das Adriatische Meer geworfen. Die Zahl der Todesopfer, vor allem Serben und Juden, wird auf mehrere Tausend geschätzt. Das Lager wurde aufgelöst, nachdem Ende August 1941 die Insel an italienische Streitkräfte übergeben wurde. Die Überlebenden wurden über das KZ Jastrebarsko größtenteils ins KZ Jasenovac transportiert. Das KZ Slana war neben dem KZ Metajna das zweite Lager der Adriainsel Pag, in dem systematisch gemordet wurde.

## Gedenken
Ein Gedenkfeier zur Ehren der Opfer wurde das erste Mal erst 1990 ermöglicht. Die zweite fand 2009 in Anwesenheit des damaligen kroatischen Präsidenten Stjepan Mesić statt. Bei der Gedenkfeier von 2011 war der damalige Präsident Serbiens Boris Tadić anwesend. Eine Gedenktafel zu Ehren der Opfer wurde auch erst Jahrzehnte später errichtet, und zwar am 17. September 1975, die jedoch 1991 von nationalistischen Kroaten zerstört wurde. Eine Replik des ursprünglichen Denkmals wurde am 26. Juni 2010 eingeweiht, wurde jedoch innerhalb von nur zwei Tagen zerstört. Am 29. Juni 2013 wurde auf Initiative des Serbischen Nationalrates (SNV) und der jüdischen Gemeinde Kroatiens sowie der lokalen antifaschistischen Bewegung und des Vereins Jadovno 1941 eine neue Gedenktafel platziert, doch in der Nacht zum 19. Juli 2013 wurde die Gedenktafel von Unbekannten zum insgesamt dritten Mal zerstört. Auf Pag erinnert heute nur noch ein hölzernes Kreuz und ein stetig wachsendes Kreuz aus geschichteten Steinen auf dem Boden an die hier verübten Verbrechen. 